# Kecamatan Paseh (distrikt i Indonesien, lat -7,07, long 107,80)
Kecamatan Paseh är ett distrikt i Indonesien.   Det ligger i provinsen Jawa Barat, i den västra delen av landet, 140 km sydost om huvudstaden Jakarta.